# Jajka po wiedeńsku

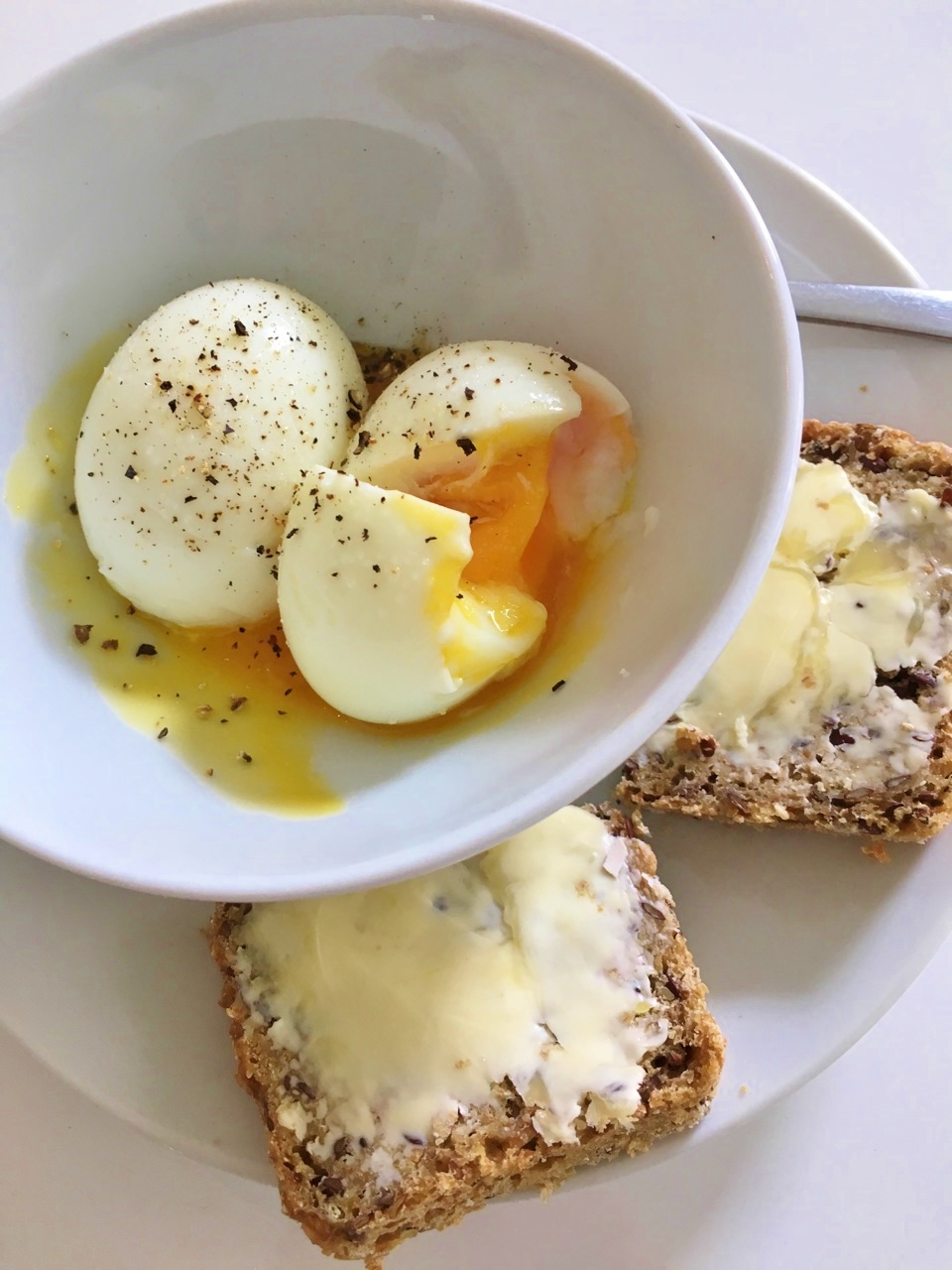
Jajka po wiedeńsku (Eier im Glas)

Jajka po wiedeńsku – jeden ze sposobów podania jajek na miękko. Według polskich podręczników do gastronomii, gorące, ugotowane na miękko jajka wybiera się ze skorupek do ocieplonych szklanek (dwa jajka na szklankę) w taki sposób, aby nie uszkodzić przy tym żółtek. Na wierzch kładzie się kawałek masła.
Inna spotykana w Polsce wersja: surowe jajka należy ostrożnie wbić do szklanek (dwa jajka na szklankę), doprawić masłem, solą i pieprzem, a następnie wstawić szklanki do naczynia z wrzącą wodą i gotować 3 minuty.
Tymczasem w Wiedniu, w kawiarniach wiedeńskich (m.in. w Café Sacher) podaje się dwa obrane, gorące jajka na miękko w całości, w szerokim kieliszku na wysokiej nóżce (np. w kieliszku do szampana). Sposób ten nazywany bywa Eier im Glas czyli „jajka w szklance/kieliszku” lub też Ei im Glas czyli „jajko w szklance/kieliszku”, chociaż jajka są zawsze dwa. W kawiarniach wiedeńskich w Nowym Jorku używa się kieliszków do Martini.